# Charles Borah

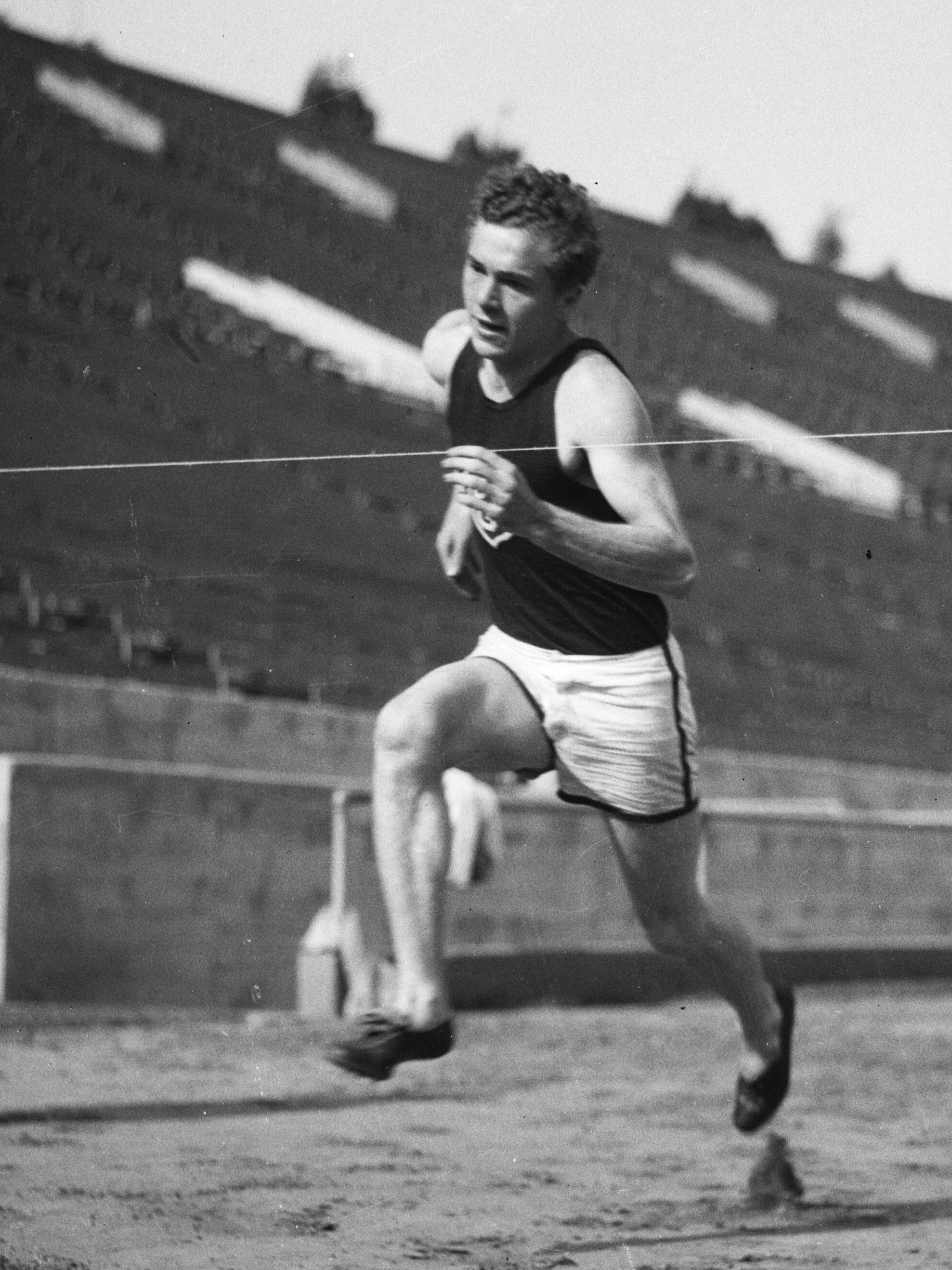
Charles Borah (1928)

Charles „Charley“ Borah (* 11. November 1906 in Fairfield, Illinois; † 4. November 1980 in Phoenix, Arizona) war ein US-amerikanischer Leichtathlet und Olympiasieger.
Borah gewann 1926 die AAU-Meisterschaften über 100 Yards, 1927 über 220 Yards und 1928 über 200 Meter. Als Student der University of Southern California gewann er 1927 die IC4A-Meisterschaften über 100 und 220 Yards. Den von Charlie Paddock aufgestellten Weltrekord über 100 Yards stellt er zweimal ein, 1926 und 1927.
Bei den IX. Olympischen Spielen 1928 in Amsterdam scheidet er bei den Vorläufen zum 100-Meter-Lauf im Viertelfinale aus. Im 4-mal-100-Meter-Staffellauf startet er als dritter Läufer und gewann zusammen mit seinen Mannschaftskameraden Frank Wykoff, James Quinn und Henry Russell die Mannschaftsgoldmedaille mit einer neuen Weltrekordzeit von 41,0 s, vor den Mannschaften aus Deutschland (Silber) und Großbritannien (Bronze).